# Lithophane hemina
Lithophane hemina är en fjärilsart som beskrevs av Augustus Radcliffe Grote 1879. Lithophane hemina ingår i släktet Lithophane och familjen nattflyn. Inga underarter finns listade i Catalogue of Life.